# موسسو (پیمونت)
موسسو (به ایتالیایی: Mosso) یک کومونه در ایتالیا است که در استان بیه‌لا واقع شده‌است. موسسو ۱۸٫۲۴ کیلومتر مربع مساحت و ۱٬۶۹۲ نفر جمعیت دارد و ۶۲۵ متر بالاتر از سطح دریا واقع شده‌است.